# Trachelas parallelus
Trachelas parallelus är en spindelart som beskrevs av Norman I. Platnick och Mohammad U. Shadab 1974. Trachelas parallelus ingår i släktet Trachelas och familjen flinkspindlar.
Artens utbredningsområde är Nicaragua. Inga underarter finns listade i Catalogue of Life.